# Metsamor
Metsamor (in armeno Մեծամոր?) è un comune dell'Armenia di 10 287 abitanti (2008) della provincia di Armavir.
La città è stata fondata nel 1979, per dare alloggio ai lavoratori della centrale nucleare, che è stata costruita in quella zona. Metsamor è nota anche per le rovine dell'antico castello.

## Galleria d'immagini

Metsamor
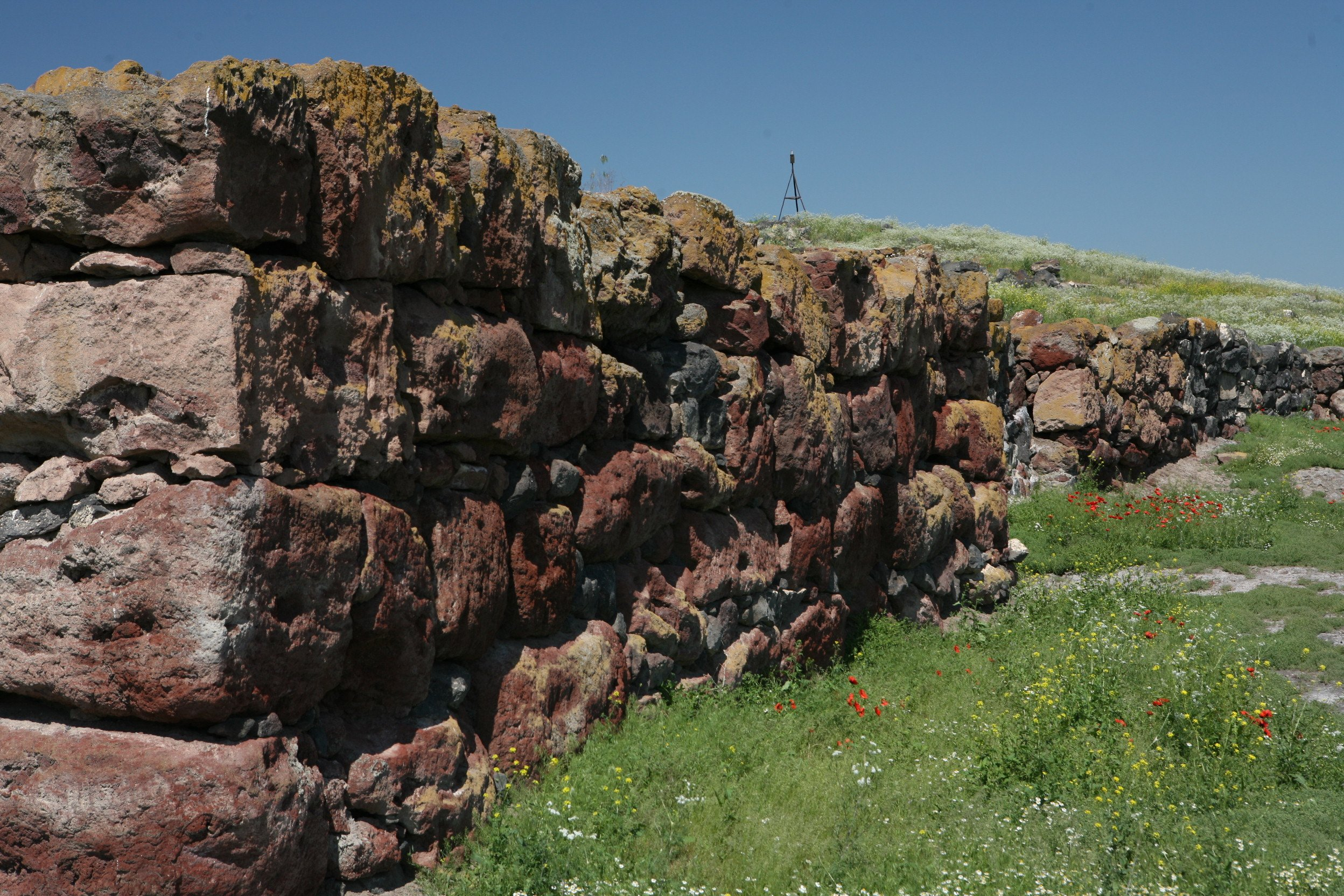
Antico muro di Metsamor
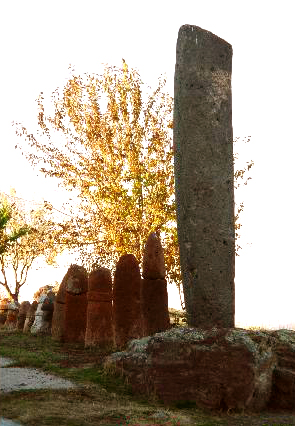
Sito archeologico